# Sobrados da Praça General Osório
Os Sobrados da Praça General Osório são edificações construídas no século XVIII que estão localizados na cidade de Angra dos Reis, no estado brasileiro do Rio de Janeiro. Os sobrados da Praça General Osório, que se localizam na Rua do Comércio, nos números 3 a 13, 19, 35 e um sobrado sem número, formam um conjunto arquitetônico único e são um patrimônio cultural nacional, tombado pelo Instituto do Patrimônio Histórico e Artístico Nacional (IPHAN), na data de 17 de dezembro de 1969, sob o processo de nº 794-T-1967.

## Arquitetura
O conjunto foi construído com dois pavimentos. No primeiro pavimento, os vãos possuem verga em arco abatido e molduras em pedra. No segundo pavimento, a fachada principal possui vãos com verga em arco abatido e molduras em madeira, que dão acesso a um balcão corrido estrito com gradil de ferro, as janelas são no estilo guilhotina e envidraçadas. O interior dos imóveis foi bastante alterado para adequar aos estabelecimentos comerciais existente no local.